# Direction générale de la Recherche extérieure
La direction générale de la Recherche extérieure (DGRE) est l'un des services  de renseignements camerounais.

## Histoire
Le Service des Etudes et de la Documentation (SEDOC),est créé le 6 janvier 1962 et devient la Direction de la Documentation (DIRDOC) en 1972; puis le Centre National de la Documentation (CND) en 1975 qui est rebaptisé Centre National des Études et des Recherches (CENER)en 1989. Le CENER deviendra la Direction générale de la recherche extérieure (DGRE).

### Directeurs
- Jean Fochivé

Le 6 janvier 1962 après un stage de formation en France , il revient au Cameroun et crée le célèbre Service des Études et de la Documentation (SEDOC).
De 1975 à 1979, Jean Fochivé sera aussi le Directeur de la Sécurité présidentielle d'Ahmadou Ahidjo. En 1984, il est mis à l’écart pour cinq années et revient au CENER en 1989. En 1991, Jean Fochivé est nommé Délégué Général à la Sûreté Nationale, ensuite Secrétaire d'Etat à la Sécurité Intérieure ; Poste qu'il cumule pendant deux ans avec celui de Directeur Général du CENER.
- Bienvenu Obelabout

Il est le successeur de Jean Fochivé à la tête de la DGRE. Né dans le département du Mbam-et-Inoubou , dans la Région centre du Cameroun, ce commissaire de police a fait l’essentiel de sa carrière au sein des représentations diplomatiques du Cameroun à l’étranger en Éthiopie (1974-1979), à New York (1979-1984) et à Paris (1984-1994), avant d’être appelé au siège de la Direction générale à la recherche extérieure (DGRE).
- Léopold Maxime Eko Eko

Né vers 1963 à Bitsok, ce commissaire divisionnaire de police camerounais est placé à la tête de la Direction générale de la recherche extérieure le 31 août 2010.
- Jean-Pierre Ghoumo

Le président Paul Biya a, par un décret daté du 19 décembre 2023, nommé  un nouveau numéro un à la tête de la Direction générale de la recherche extérieure (DGRE) en la personne de Jean Pierre Robins Ghoumo.
Avant d'être nommé directeur de l’agence, ce diplomate occupait le poste de conseiller technique à la division des affaires intérieures du secrétariat général de la Présidence de la République.  C’est un proche du secrétaire général de la Présidence Ferdinand Ngoh Ngoh. C’est le tout premier civil à la tête de cette agence.

## Rôle
Le CENER était la police politique sous le régime d'Ahmadou Ahidjo.

## Assassinats, Tortures et Divers
Amnesty International accuse la DGRE d'administrer un centre dit « Lac », situé près de l’Assemblée nationale à Yaoundé, où se pratiquerait la torture sur des membres de Boko Haram.
Cette agence est impliquée dans plusieurs assassinats d’opposants au régime. Cette agence sous la direction de Léopold Maxime Eko Eko est connu a organisé le rapatriement forcé  et l'élimination d’un ancien putschiste de 1984, la capitaine Guérandi Mbara, en 2013 et porté disparu depuis. Selon Jeune Afrique, La DGRE a fait appel à José Alberto Fernandes, un colonel portugais à la retraite qui lui sert parfois d’agent traitant. Une fois en contact avec Guérandi Mbara, le Lisboète lui aurait proposé de l’emmener en Russie pour prospecter auprès des armuriers et prendre possession si possible des armes. Dans l’avion qui décolle de Porto au Portugal, un puissant sédatif est administré à l’ancien capitaine qui s’endort profondément pendant que l’appareil prend la direction du Cameroun. Guérandi est remis à une équipe de la DGRE, dirigée par le commissaire James Elong Lobé, « quelque part sur la route entre Edéa et Pouma ».
En janvier 2024, le journaliste Martinez ZOGO est enlevé et assassiné par des agents de la DGRE.  Plus d’une vingtaine d’éléments de la Direction générale de la recherche extérieure (DGRE) sont arrêtés, dont son directeur, Léopold Maxime Eko Eko. Arrêté aussi : son propre adjoint, le directeur des opérations spéciales, Justin Danwe.
Abdoulaye Harissou , notaire et juriste camerounais incarcéré en 2014 et libéré en 2017, proche de Marafa Hamidou Yaya a affirmé dans l'émission la vérité en face sur Equinoxe TV, le 28 mai 2023 que la DGRE est à l'origine de l'assassinat de la secrétaire de l'ancien ministre Marafa Hamidou Yaya.